# 砷化锂
砷化锂是一种无机化合物，化学式为Li3As，它是锂和砷形成的化合物之一。它可由锂和砷按化学计量比反应制得。它是六方晶系晶体，空间群P6/mmc，晶胞参数a=4.377 Å，c=7.801 Å。它和水反应放出砷化氢：
Li3As + 3 H2O → 3 LiOH + AsH3
它和砷化钾在高温反应，可以得到KLi2As。